# Dedryck Boyata
Anga Dedryck Boyata (* 28. listopadu 1990 Uccle) je bývalý belgický profesionální fotbalista konžského původu, který hrál na pozici středního obránce.

## Reprezentační kariéra
Boyata byl členem belgických mládežnických reprezentací U19 a U21.
V A-mužstvu Belgie debutoval 12. 10. 2010 v kvalifikačním zápase v Bruselu proti týmu Rakouska (remíza 4:4).